# アラウカノ (補給艦・2代)
アラウカノ（スペイン語: Araucano, AO-53）とは、チリ海軍の補給艦である。この名を冠された艦としては5代目である。

## 来歴
本艦はノルウェーのKarlander社の発注によりスウェーデンのウッデヴァッラ造船所にて建造され、1984年に竣工、"Slethav"と命名された。
1989年にUltragas社に買い取られ、"Alpaca"と再命名された。
2010年12月17日にチリ海軍に買い取られ、アラウカノと命名された。
その後本艦はバルパライソ海軍基地へ回航され、補給艦に必要な洋上補給用の装備を追加する改修を受けたのち、2011年10月23日に正式に就役した。